# Nagari Canduang Koto Laweh
Nagari Canduang Koto Laweh is een bestuurslaag in het regentschap Agam van de provincie West-Sumatra, Indonesië. Nagari Canduang Koto Laweh telt 8934 inwoners (volkstelling 2010).